# Inam Karur
Inam Karur è una suddivisione dell'India, classificata come town panchayat, di 45.254 abitanti, situata nel distretto di Karur, nello stato federato del Tamil Nadu. In base al numero di abitanti la città rientra nella classe III (da 20.000 a 49.999 persone).

## Geografia fisica
La città è situata a 10° 58' 50 N e 78° 04' 58 E.

## Società

### Evoluzione demografica
Al censimento del 2001 la popolazione di Inam Karur assommava a 45.254 persone, delle quali 22.815 maschi e 22.439 femmine. I bambini di età inferiore o uguale ai sei anni assommavano a 4.903, dei quali 2.679 maschi e 2.224 femmine. Infine, coloro che erano in grado di saper almeno leggere e scrivere erano 33.716, dei quali 18.816 maschi e 14.900 femmine.